# Gahania simmondsi
Gahania simmondsi é uma espécie de cerambicídeo, com distribuição na África do Sul, Zâmbia e Zimbabue.

## Etimologia
O epíteto específico — simmondsi — é uma homenagem a H. W. Simmonds.

## Taxonomia
Em 1907, Distant descreve a espécie com base em um holótipo macho encontrado em Durban (África do Sul).